# Mariakapel (Buizingen)

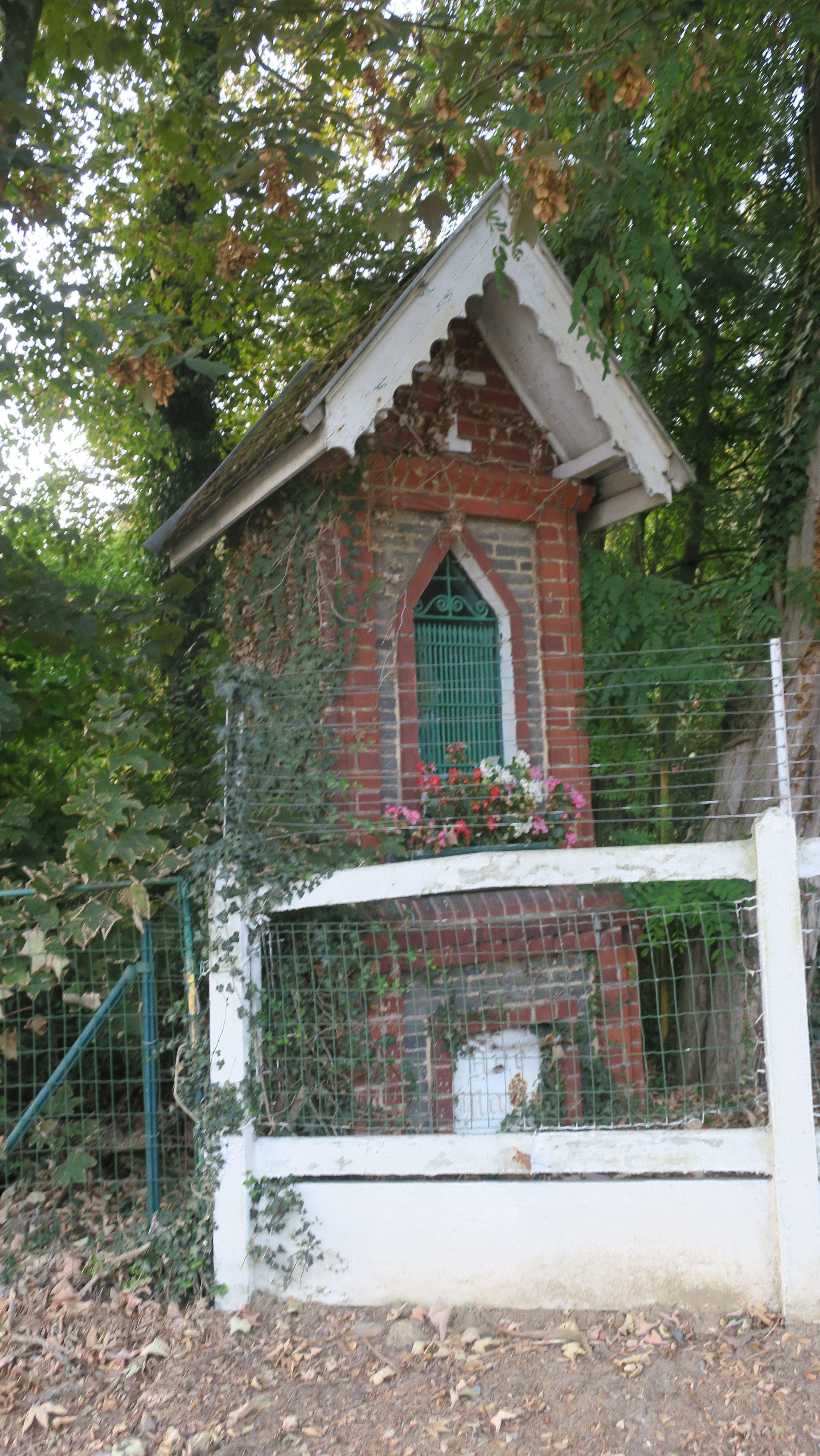

Deze Onze-Lieve-Vrouwkapel bevindt zich in Buizingen, een deelgemeente van Halle. Ze is gelegen aan het Kluisbos bij huisnummer 8.
De kapel dateert uit de negentiende eeuw en werd opgericht in opdracht van de kasteelheer Octaaf de Kerchove d’Exaerde (1868-1937). Ze is opgetrokken uit baksteen en heeft een zadeldak met witte overkraging. In de mijtervormige nis staat een beeld van Onze-Lieve-Vrouw. Bovenaan zit een kruis. Onderaan zit een opschriftplaat met het opschrift: AVE/ MARIA//. 